# ヒースクリフ・セイバーヘーゲン
ヒースクリフ・セイバーヘーゲンは、日本のテーブルトークRPGリプレイ作品、新ソード・ワールドRPGリプレイに登場するプレイヤーズ・キャラクターの一人。愛称はヒース。

## 人物
オーファン王国魔術師ギルドに所属する魔術師。リプレイ開始時の年齢は17歳（リプレイ途中で誕生日を迎え18歳となる）。首都ファン南西の森にある狩人の村出身。家族は両親と兄姉弟妹が1人ずついるという、5人兄弟の真ん中。パーティ仲間であるファリスの神官戦士イリーナ・フォウリーとは幼馴染の間柄。お互いの母親同士が同郷の友人だったことから、兄妹のようにして育った。子供の頃に森の中で遭難していた魔術師ハーフェンを助け、彼に魔術の才能を見出されて魔術師ギルドの特待生となる。特待生としてファンで暮らすようになって後は、イリーナの家庭教師も務めるようになった。冒険者となった理由は、イリーナの父親が病に倒れ、彼女が生活費と治療費を稼ぐため冒険者となり、その後見人的な立場を引き受けたからと、同じ魔術師ギルドに所属しているあこがれの女性アイラの冒険者仲間である魔法戦士リウイに対する一方的なライバル意識から。
皮肉屋、法螺吹き、見栄っ張り、他人をおちょくる事が趣味と相方のイリーナとは正反対の性格である。本心を他人に見せることを非常に嫌い、師匠のハーフェンをはじめ、他人には常に尊大で傍若無人な態度をとる。こうした性格や態度のせいで、実力はありながらも魔術師ギルドで導師になれないでいるらしい。一方で、子供好き、動物好きという一面を持ち、あまりお金に執着しない、困っている人間は見捨てない、美人によく声をかけるがやはり実際には執着しないなど、根はさほど性悪ではなく、正義と秩序をつかさどるファリス神の信者でさえある。幼馴染のイリーナに対しては兄貴分として振る舞い、表向きはからかっているが、さりげないところで常に彼女のことを気遣っている。リプレイ第9巻のラストでイリーナが死亡した時には、いつもの態度をかなぐり捨て、「フライト」の魔法を使って彼女をファンまで運び、蘇生することに成功した。また、他人を叱り付けるということを殆ど行わないという一面もあり、長編小説ではイリーナを甘やかし過ぎたことを反省する場面もある。
プレイヤーのダイス目のおかげで、本来初級の魔法であるはずの「スリープクラウド」の呪文にやたらと失敗し、一度などは「二度と使わない」とまで発言するほどだったが、その後も使う度に失敗し、ヒースの代名詞となっている。失敗をごまかすためヒースはスリープクラウドを「遺失魔法」と言って憚らない。逆に電撃（ライトニング）や麻痺（パラライズ）などの比較的高度な呪文は得意で、重要な局面での失敗はほとんどない。他にも頻繁にランタンを壊してしまうため、何個か常備している事もあった。
『完全版』のルールで運用されたリプレイのため、ソーサラー技能に併せてセージ技能も取得しているが、肝心のセージ判定に失敗する事が多く、法螺吹きが目立つのはそのせいでもある。パーティ内でセージ技能を主に伸ばしているのがヒースだけである事や、「セージ判定に失敗したら適当な法螺を吹く」と言うグループSNE流のプレイ方針と相まって、他のパーティメンバーにはヒースの法螺が間違いだと断定出来ない状況がしばしば起きている。
生命力はパーティー中最も低く、尚且つルール上重装甲が不可能なソーサラーであるため、致命傷レベルの負傷は歴代パーティー最多レベル(リプレイ7、9巻で各1回、最終決戦で2回)であるが、生死判定には全て成功しているため、戦死回数はゼロである。
前述の通りかなりの動物好きで、使い魔であるカラスのフレディ、荷馬にジェイミーと名づけ大変可愛がっていた。フレディがリプレイ最終話の戦闘で死亡した後は、仲間のノリスから、魔術師クランズの使い魔だった猫を手渡されたが拒否し、リプレイ本編終了後の特別編リプレイでも、しばらくは使い魔を持たないと宣言している。名前を思いつくのが得意で、アルラウネ3姉妹（チビーナ、プチーナ、ロリーナ）、ホムンクルス（レン）、記憶喪失の竜司祭（スゲーナ、本名ヤムヤル）、猫（デボン・ロンデル）など、名称が無い相手に名前をつけていた。遺失魔法「ボーン・サーバント」を習得してからはBで始まる名前の動物をベースにしたBBシリーズの制作にこだわるようになる。1号はボーン・バニー、2号はボーン・ベアー。2号は大きすぎるため泣く泣く埋葬し、1号のみを賢者の学園に連れ帰り、自室で踊らせている。なお、3号としてバグベアード（巨大な眼球の姿をした魔獣）を狙っていたが、骨がなかったため挫折する。

## 小説版
小説『輝け！へっぽこ冒険譚』では、心中でイリーナを気にかけてフォローしている描写が多く存在する。冒険に出る以前から金持ち生徒の課題を請け負う事で小遣いを稼ぎ、そのお金で金銭的に厳しいフォウリー家に度々差し入れをしていた。このことから学業が疎かになっており、それを察したハーフェン導師が冒険者の道を暗に示した事になっている。以後も一人前の冒険者に成長していく過程で、ともすれば心に傷を負いかねないイリーナに陰ながら気を配っている。
リプレイでは存在が言及されただけだった故郷の村へ帰省するエピソードも存在し、その道すがらまだ雛鳥であったフレディを拾った事が明かされた。
また、他の短編作品では、冒険者として名を挙げて以後、導師昇格の機会を得たが、同時期にイリーナたちパーティ仲間が事件に巻き込まれてしまったため、彼女らの救出を優先し、導師への道を後回しにしている描写がある。

## その他、コミック版等
コミック版『突撃！へっぽこ冒険隊』では、手に入れた薬品を誤って服用してしまったため女性化したり、子供化してしまったりとトラブルに見舞われるエピソードがある。
ドラマCD版では、第1話で冒険の道中、助けたオオカミの子供に「リジャール」と名付けて可愛がり、一緒に遊ぶなど、動物好きな面が強調されていた。